# Synagogue de Korneubourg
L'ancienne synagogue de Korneubourg se trouve au Propst-Bernhard-Straße 6 de la ville de Korneubourg, en Basse-Autriche. Ses ruines sont protégées au titre de Monument historique depuis 1980,.

## Historique
Cet édifice est construit vers 1325 ; il s'agit de la plus ancienne synagogue d'Autriche. Toutefois, la présence d'une communauté juive à Korneubourg n'est plus attestée à partir de 1409. L'édifice est d'abord transformé en un moulin appelé « Roßmühle ». Mais après un incendie en 1766, il est converti en entrepôt. Au cours du XXe siècle, ses parois s'effritent progressivement. Le toit est détruit par une tempête en 1942.

## Architecture
La synagogue recouvre environ 100 m2 au sol. Sa bâtisse faite de pierres de grès est de forme quasi cubique (dimensions extérieures : 10,50 × 13,20 m). Mais avec des murs épais de 81 à 90 cm, la salle intérieure mesure 8,80 m de large sur 11,40 m de long. Les murs verticaux s'élèvent à 8 m environ. Après l'incendie de 1766, la couronne murale est abaissée d'un mètre et la corniche de couronnement est ajoutée. La salle intérieure est surmontée d'une voûte à deux travées dont les consoles sont encore bien visibles malgré les dégâts causés par l'incendie.
La façade possédait autrefois une fenêtre de forme circulaire flanquée de deux lancettes très fines. La façade ouest ne comportait probablement qu'une fenêtre ronde.
L'entrée aujourd'hui murée, située dans l'axe central de la travée ouest de la façade nord, était pourvue d'un portail à arc brisé de style gothique de 1,55 m de large.